# Cornelis Kamphuys

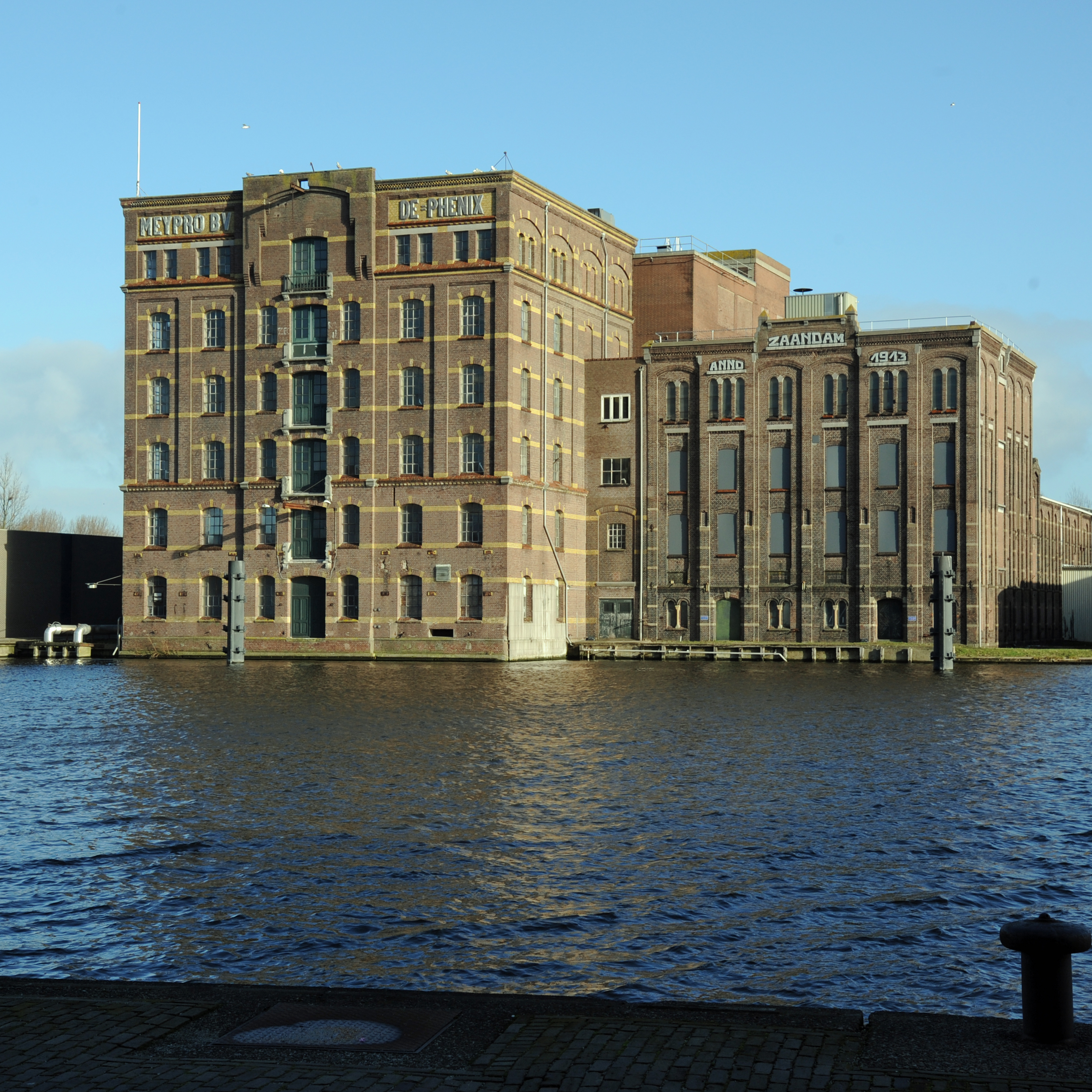
Links "De Phenix, rechts "De Zaandam".

Cornelis Kamphuys (of: C. Kamphuys) is de naam van een voormalige rijstpellerij in Koog aan de Zaan, en tevens van de oprichter daarvan.

## Geschiedenis
Cornelis Kamphuys begon in 1853 met een grossierderij in Zaandam, en in 1865 kocht hij de pelmolen "De Jonge Kuyper" te Koog aan de Zaan. Ook was Kamphuys van 1869-1882 in bezit van pelmolen "De Walvisch". Op 27 februari 1874 verbrandde "De Jonge Kuyper", waarop een stoomrijstpellerij werd gesticht met dezelfde naam. Deze fabriek brandde op 11 mei 1879 uit. De fabriek werd herbouwd met de naam: "De Phenix". In 1881 werd het bedrijf overgenomen door Cornelis' neef, H.A. Odijk. Deze breidde de pellerij uit tot de grootste van Nederland. In 1898 verrees pakhuis Czaar Peter, gevolgd in 1912 door pakhuis Nederland. In 1910 verwerkte Kamphuys 66,7 kton van de 321,3 kton ongepelde rijst die in Nederland werd aangevoerd. In 1913 werd reeds 80 kton verwerkt.
De stagnatie in aanvoer ten gevolge van de Eerste Wereldoorlog, en de bouw van eigen rijstpellerijen in de landen van herkomst, waardoor vooral nog witte rijst werd ingevoerd, zorgden voor malaise bij de rijstpellerijen. Odijk zocht daarom zijn toevlucht in diversificatie. Zo werd in 1915 de cacaofabriek "De Pauwin" in productie genomen. In 1916 werd het bedrijf omgezet in een Naamloze Vennootschap, met de bedoeling om geld te verkrijgen voor de bouw van een moderne meelfabriek.
In 1918 werd stoommeelfabriek "De Vrede" in productie genomen. Iets later werd ook een veevoederfabriekje opgestart, in de gebouwen van de voormalige stoomverfhoutfabriek "De Vooruitgang".
Eind jaren '20 van de 20e eeuw volgde aansluiting bij de Rijstunie, terwijl de cacaofabriek eind jaren 30 van de 20e eeuw in bezit kwam van Stuurman. De firma C. Kamphuys bleef nog als handelsfirma bestaan tot 1958. De pakhuizen Czaar Peter en Nederland gingen in 1954 door brand verloren.

## Externe bron
- Geschiedenis